# Lehrpfad

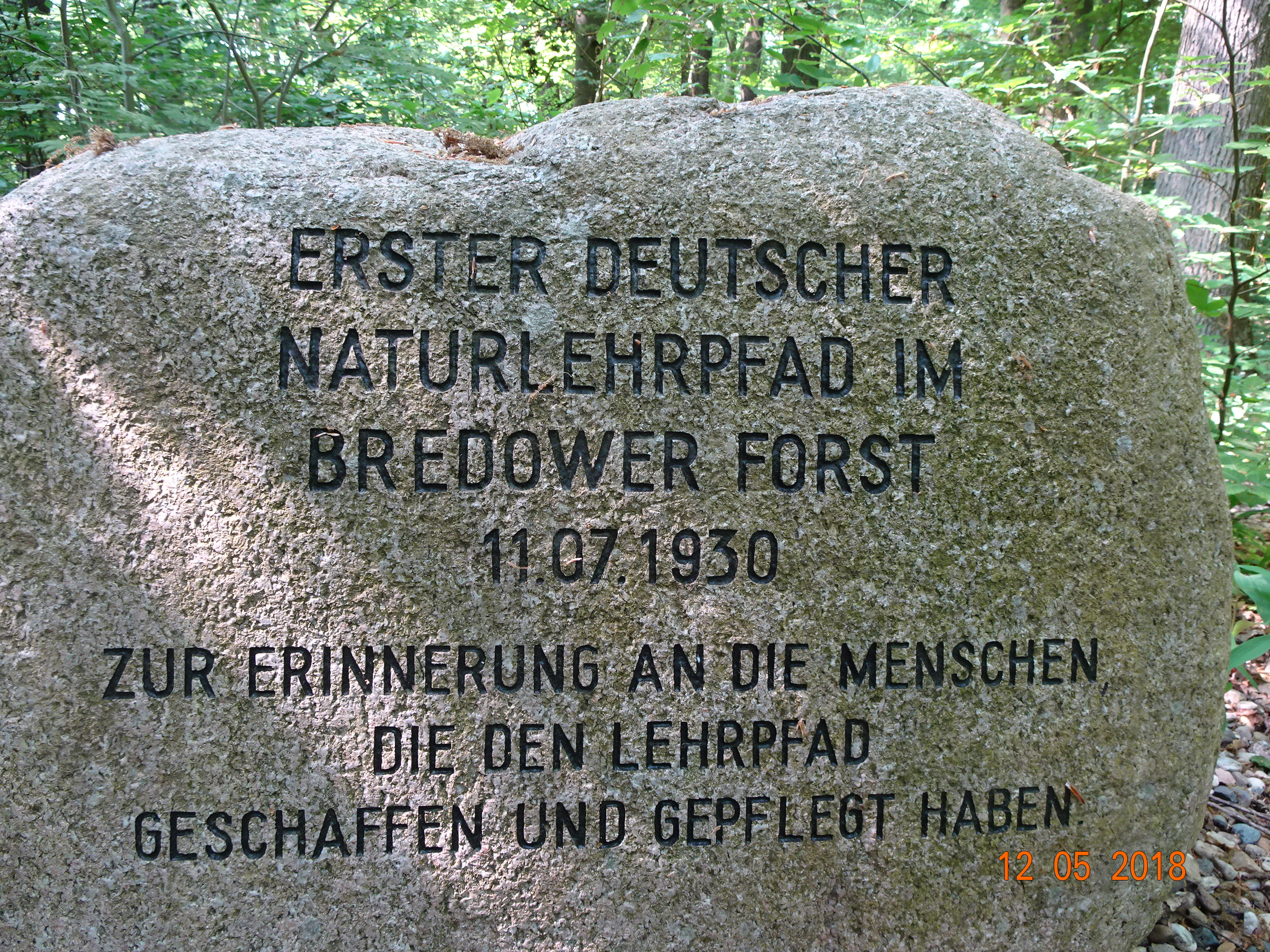
Erster deutscher Naturlehrpfad

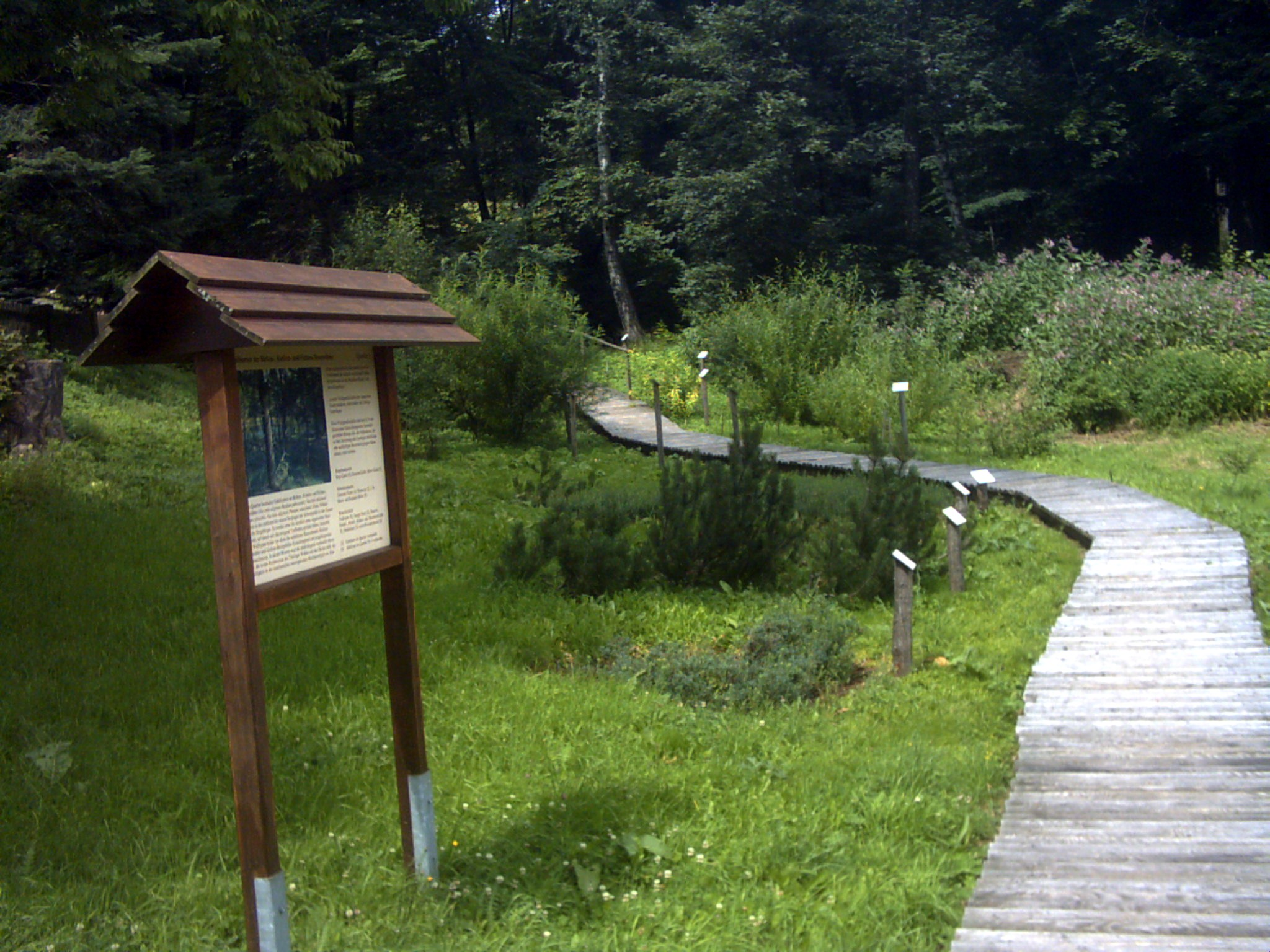
Naturlehrpfad in Bärenfels

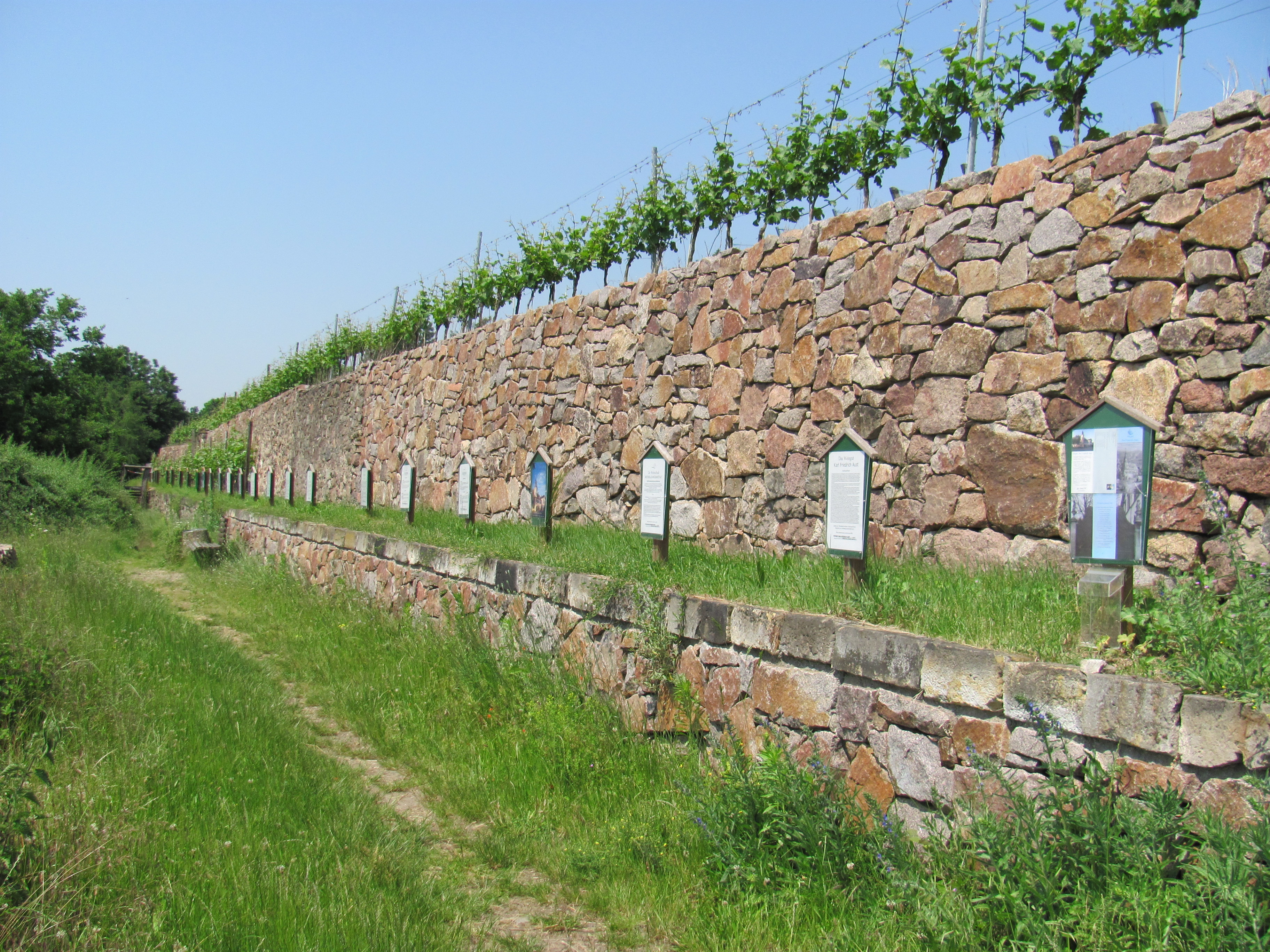
Sächsischer Weinlehrpfad

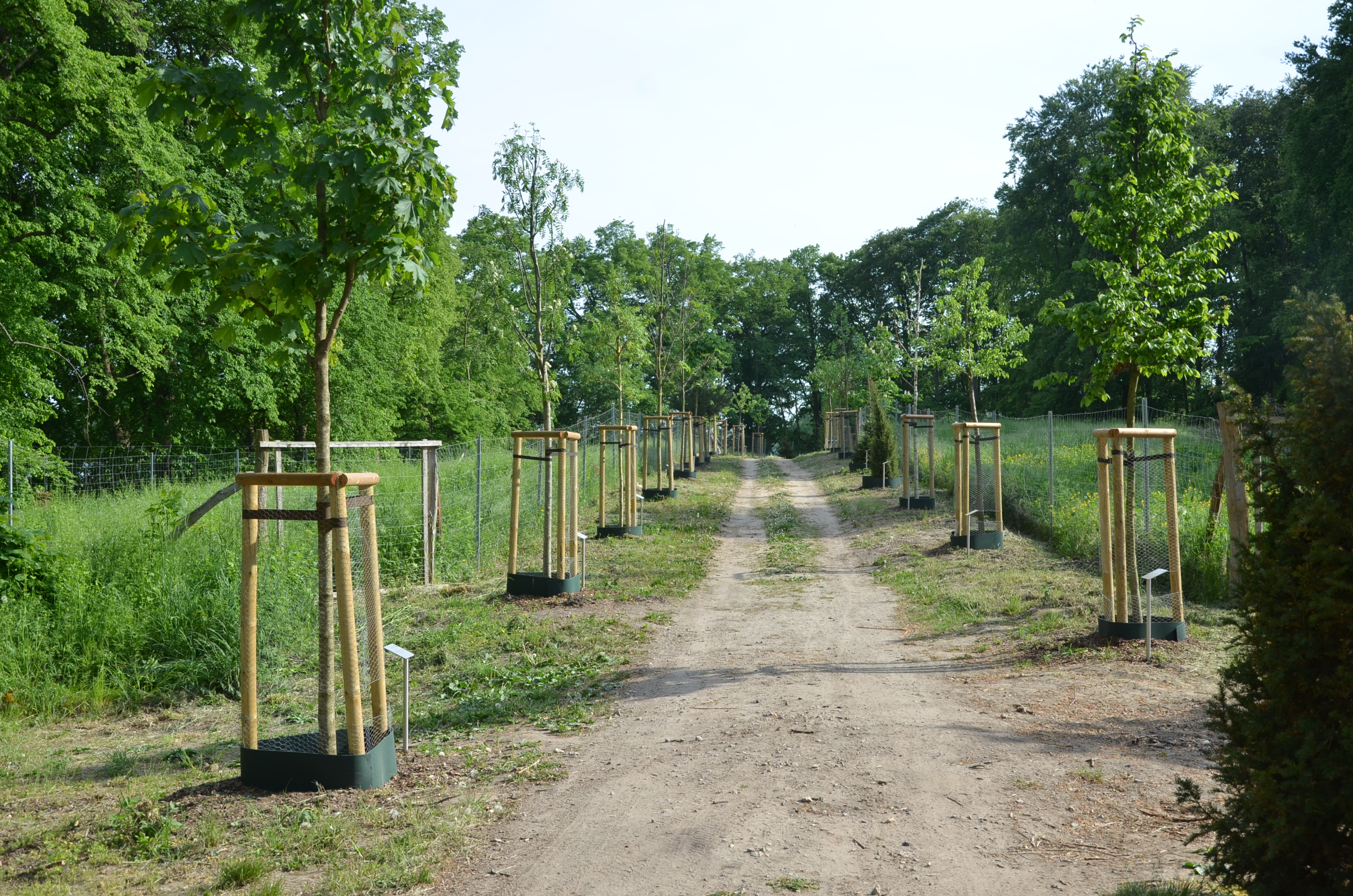
Baumlehrpfad Penzlin

Ein Lehrpfad, auch Lernpfad oder Themenweg, ist ein ausgebauter Spazier- oder Wanderweg, der entlang von naturwissenschaftlich oder kulturell bemerkenswerten Objekten stationsartig durch die Landschaft oder auch durch bebautes Gebiet führt. Er kann zum Beispiel Wissen über Astronomie, Flora und Fauna, Bodenkunde, Geologie, Bergbau, Ökologie oder Kulturgeschichte vermitteln. Längere Wege, die weitere auseinanderliegende Naturerscheinungen oder Bauwerke miteinander verbinden, werden als Themenwanderweg bezeichnet.
Zur besseren Anschauung der mit diesen Objekten zusammenhängenden Fakten sind an den Stationen – abhängig vom jeweiligen Thema – Schautafeln oder andere Darstellungen angebracht. Dies können sein: Hinweis- und Erläuterungsschilder, Fotos und Bilder, Landkarten oder Pläne, Schaukästen und Modelle, Dia-, Ton- oder Multimedia-Geräte, Einrichtungen zum Experimentieren und Ähnliches. Die Wege werden regelmäßig betreut.
Lehrpfade mit thematisch stark eingegrenztem Inhalt werden – unter anderem in Abhängigkeit vom regionalen oder landesüblichen Sprachgebrauch – auch „Themenwege“ oder „Themenpfade“ genannt.
Der Sinn eines Lehrpfades besteht in der Wissensvermittlung und -erweiterung, teilweise verbunden mit Naturerlebnis, Erholung und der Stärkung des Umweltbewusstseins. Oft bieten die Stationen phantasievolle und interaktive Möglichkeiten zur Naturerfahrung. Gelegentlich werden auch geführte Touren mit fachkundigen Führern angeboten.

## Geschichte
Der erste offizielle Lehrpfad (nature trail) entstand bereits 1925 durch die Initiative eines Museumsdirektors im Palisades Interstate Park in New York und New Jersey in den USA. 1930 wurde auch in Deutschland der erste Naturlehrpfad unweit von Berlin bei Brieselang im Bredower Forst angelegt. In den 1950er-Jahren kam es zu einer sprunghaften Zunahme von Naturlehrpfaden in Deutschland, da die Verstädterung zu einem steigenden Erholungsbedürfnis und ein Anstieg der Autonutzung zu einer größeren Mobilität führte.
Ab den 1960er-Jahren wurden in Deutschland vermehrt Naturlehrpfade überwiegend als Waldlehrpfade zur Besucherlenkung eingerichtet. Es waren meist Schilderpfade, die den Wald als schützenswertes Ökosystem darstellten, um die Flut der Erholung suchenden städtischen Autofahrer in den Naturgebieten zu kanalisieren. Aus diesem Grund wurden anfänglich besonders bei großen Parkplätzen am Waldrand Lehrpfadrundwege angelegt. 1970, nach dem „Europäischen Naturschutzjahr“ in Deutschland, entstanden auch die ersten Schweizer Lehrpfade.
Zu Beginn der 1980er-Jahre wurden in Deutschland Lehrpfade nicht mehr nur in Form normaler Schilderpfade angelegt, denn diese vermittelten das Wissen einzig über das geschriebene Wort. Zwecks besserer Barrierefreiheit rückten Wahrnehmung und Erleben mit allen Sinnen in den Mittelpunkt. 1998 sollen in Deutschland nach Schätzungen etwa 1000 Lehrpfade bestanden haben. Davon waren 85 % Wald- oder Naturlehrpfade und lediglich 3 % Naturerlebnispfade.
In Frankreich entstand 1978 vor der Mittelmeerinsel Port-Cros der erste gekennzeichnete Unterwasserlehrpfad. Im Juni 2012 wurde in Rerik an der Ostseeküste der erste Unterwasserlehrpfad Deutschlands eröffnet, ein zweiter entstand in Kühlungsborn. Seit 2000 wurden zunehmend neue Medien in die Lehrpfade integriert.

## Formen
Zu den Formen zählen Waldlehrpfade, Landschafts-, Bergbaulehrpfade, andere kulturhistorische als auch Unterwasserlehrpfade. Daneben gibt es Planetenwege, die die Maßstäbe der Planeten verdeutlichen und Skulpturenwege mit künstlerischem Anspruch. Ein Evolutionsweg stellt wesentliche Stationen der Evolution des Lebens auf einer Strecke dar, die die dazwischen verstrichene Zeit repräsentiert. Es können Stationen komplett neu angelegt werden, oder bestehende Sehenswürdigkeiten werden mit einer neuen Beschilderung zu einem Lehrpfad mit einem durchgehenden Konzept zusammengefasst. Seit 2014 erschließt ein Geschichtspfad Sowjetische Geheimdienststadt ein militärisches Areal in Potsdam.